# (6791) 1991 UC2
A (6791) 1991 UC2 a Naprendszer kisbolygóövében található aszteroida. Ueda Szeidzsi és Kaneda Hirosi fedezte fel 1991. október 29-én.